# Cvetak zanovetak
Cvetak zanovetak prvi je studijski album Cece Ražnatović, tada Veličković. Izdan je za diskografsku kuću PGP RTB u lipnju 1988. godine. Prodan je u nakladi od 50 000 primjeraka.

## Popis pjesama
| Br. | Skladba                    | Trajanje |
| --- | -------------------------- | -------- |
| 1.  | »Cvetak zanovetak«         | 3:27     |
| 2.  | »Želim te u mladosti«      | 3:45     |
| 3.  | »Đački spomenari«          | 4:23     |
| 4.  | »Veliko srce«              | 3:34     |
| 5.  | »Kuda žuriš«               | 3:20     |
| 6.  | »Očima te pijem«           | 3:08     |
| 7.  | »Detelina sa četiri lista« | 5:00     |
| 8.  | »Eto, eto prođe leto«      | 3:47     |
| 9.  | »Ja tebe hoću«             | 2:56     |

## Izdanja
| Regija | Datum        | Format(i)  | Izdavač |
| ------ | ------------ | ---------- | ------- |
| SFRJ   | lipanj 1988. | LP, kaseta | PGP RTB |

## Suradnici
- Glavni urednik: Stanko Terzić
- Aranžman, glazba: Borislav Đorđević, Mirko Kodić
- Producent: Dobrivoje Ivanković
- Fotografija: Zoran Kuzmanović
- Izgled: Ivan Ćulum
- Zvuk: Milisav Todorović
- Glazbeni urednik: Milan Đorđević